# La Aurora, Puebla
La Aurora är en ort i Mexiko.   Den ligger i kommunen Hueyapan och delstaten Puebla, i den sydöstra delen av landet, 190 km öster om huvudstaden Mexico City. La Aurora ligger 778 meter över havet och antalet invånare är 239.
Terrängen runt La Aurora är huvudsakligen kuperad, men åt sydväst är den bergig. Terrängen runt La Aurora sluttar norrut. Runt La Aurora är det ganska tätbefolkat, med 134 invånare per kvadratkilometer. Närmaste större samhälle är Teziutlan, 16,8 km söder om La Aurora. I omgivningarna runt La Aurora växer i huvudsak städsegrön lövskog.